# Bror Mellberg
Bror Lars Astley Mellberg, född 9 december 1923 i Grava församling i Värmlands län, död 8 september 2004 på Lidingö, var en svensk fotbollsspelare och affärsman. 
Mellberg deltog i VM i Brasilien 1950, och VM i Sverige 1958. Han är gravsatt på Lidingö kyrkogård.

## Klubbar
- Ambjörby IK  (1936–1940)
- IK Viking (1941–1947)
- Karlstads BIK (1947–1948)
- AIK (1948–1950)
- Genoa CFC (1950–1952)
- Toulouse FC (1952–1953)
- Red Star Paris (1953–1956)
- FC Sochaux (1956–1957)
- AIK (1957–1961)